# NGC 2813
NGC 2813 est une vaste galaxie lenticulaire relativement éloignée et située dans la constellation du Cancer. NGC 2813 a été découverte par l'astronome allemand Albert Marth en 1865.

## Caractéristiques
Sa vitesse par rapport au fond diffus cosmologique est de 8 979 ± 20 km/s, ce qui correspond à une distance de Hubble de 132,4 ± 9,3 Mpc (∼432 millions d'al).
À ce jour, une mesure non basée sur le décalage vers le rouge (redshift) donne une distance d'environ 121,000 Mpc (∼395 millions d'al). Cette valeur est à tout juste à l'extérieur des valeurs de la distance de Hubble. Notons que c'est avec la valeur moyenne des mesures indépendantes, lorsqu'elles existent, que la base de données NASA/IPAC calcule le diamètre d'une galaxie et qu'en conséquence le diamètre de NGC 2813 pourrait être d'environ 50,8 kpc (∼166 000 al) si on utilisait la distance de Hubble pour le calculer.
En raison d'une brillance de surface égale à 14,69 mag/am2, on peut qualifier NGC 2813 de galaxie à faible brillance de surface (LSB en anglais pour low surface brightness). Les galaxies LSB sont des galaxies diffuses (D) avec une brillance de surface inférieure de moins d'une magnitude à celle du ciel nocturne ambiant.